# Marc Delpoux
Pour les articles homonymes, voir Delpoux.
Pas d'image ? Cliquez ici

a Compétitions nationales et continentales officielles uniquement.

Dernière mise à jour le 16 mai 2017.
Marc Delpoux, né le 11 novembre 1963 à Narbonne, est un joueur français de rugby à XV évoluant au poste de troisième ligne centre, reconverti entraîneur.

## Biographie
Marc Delpoux évolue au RC Narbonne avant 1992 puis à l'USA Perpignan de 1992 à 1996 au poste de troisième ligne centre. Bien qu'il fût international militaire, A et B, Marc Delpoux n'a jamais connu de sélection en équipe de France.
Après sa carrière de joueur, il embrasse celle d'entraîneur et dirige le RC Narbonne (de décembre 2003 à 2006), le Rugby Calvisano (de 2006 à 2009) puis l'Union Bordeaux Bègles de 2009 à 2012. Lors de la saison 2010-2011, il obtient le titre de meilleur staff d’entraîneurs de la Pro D2 avec Laurent Armand et Vincent Etcheto lors de la Nuit du rugby 2011.
En janvier 2012, il s'engage avec l'USA Perpignan pour un contrat de deux ans à partir de la saison 2012-2013.
Le 3 mai 2014, Marc Delpoux devient officiellement le premier entraîneur de l'histoire à faire descendre l'USAP en deuxième division. Le club restait sur 103 ans de présence dans l'élite.
En juillet 2014, malgré son échec et son amour affirmé pour le club, et bien qu'il ne soit pas le seul responsable de ce fiasco, il refuse de démissionner et entre dans un bras de fer avec l'USAP.
À la suite de cet échec, il se met en retrait du monde du rugby et rejoint le cabinet du maire de Narbonne, Didier Mouly, afin de développer le tourisme d'affaires et le sport de haut niveau.
Cependant, il retrouve les bords de terrains dès 2015. Le 15 décembre, il est recruté par le club d'Aix-en-Provence, Provence rugby, en tant que consultant chargé de tout le secteur sportif, pour sauver le club d'une relégation en Fédérale 1. Le club est à la quinzième place de la Pro D2 lors de son arrivée. Le 23 décembre, il est promu entraîneur général. Le 16 mai 2017, Provence Rugby officialise le départ de son entraineur Marc Delpoux.
En 2019, il fait son retour dans le monde du rugby en devenant l'un des cinq nouveaux présidents du RC Narbonne avec Philippe Campos, Gilles Belzons, Jean Ormières et Xavier Marco. Durant trois ans, l'ancien troisième ligne travaille avec ses amis afin de faire remonter le club en Pro D2. Ils réussissent leur mission puisqu'en 2021, le RC Narbonne remonte en deuxième division après sa victoire en demi-finale de Nationale contre Nice. Malheureusement, la saison 2021-2022 est un véritable naufrage pour le club. Marc Delpoux et tous ses collègues à l'exception de Xavier Marco quitte leur poste de président à l'été 2022.

## Carrière de joueur

### Parcours
- RC Narbonne : jusqu'en 1992
- USA Perpignan : 1992-1996
- RC Narbonne : 1996-1997
- Stade olympique millavois rugby Aveyron : 1997-1998

### Palmarès
- Coupe de France :
  - Vainqueur (1) : 1985 (RC Narbonne)
- Challenge Yves du Manoir : 
  - Vainqueur (4) : 1989, 1990, 1991 (RC Narbonne) et 1994 (USA Perpignan)
  - Finaliste (1) : 1992 (RC Narbonne)

## Carrière d'entraineur

### Parcours
- RC Narbonne : 2003-2006
- Rugby Calvisano : 2006-2009
- Union Bordeaux Bègles : 2009-2012
- USA Perpignan : 2012-2014
- Provence rugby : Décembre 2015 à mai 2017

| Saison      | Club                  | Division   | Poste      | Classement                                         | Coupe d'Europe   | Challenge Européen            |
| ----------- | --------------------- | ---------- | ---------- | -------------------------------------------------- | ---------------- | ----------------------------- |
| 2003 - 2004 | RC Narbonne           | Top 16     | Entraineur | 6e poule B, 5e de la phase de maintien             | -                | Éliminé en quart-de-finale    |
| 2004 - 2005 | RC Narbonne           | Top 16     | Entraineur | 10e                                                | -                | Éliminé en huitième-de-finale |
| 2005 - 2006 | RC Narbonne           | Top 14     | Entraineur | 10e                                                | -                | Éliminé en poule              |
| 2006 - 2007 | Rugby Calvisano       | Super 10   | Entraineur | Éliminé en demi-finale                             | -                | Éliminé en poule              |
| 2007 - 2008 | Rugby Calvisano       | Super 10   | Entraineur | Champion d'Italie                                  | -                | Éliminé en poule              |
| 2008 - 2009 | Rugby Calvisano       | Super 10   | Entraineur | Éliminé en demi-finale                             | Éliminé en poule | -                             |
| 2009 - 2010 | Union Bordeaux Bègles | Pro D2     | Manager    | 9e                                                 | -                | -                             |
| 2010 - 2011 | Union Bordeaux Bègles | Pro D2     | Manager    | Vainqueur en finale d'accession au Top 14          | -                | -                             |
| 2011 - 2012 | Union Bordeaux Bègles | Top 14     | Manager    | 8e                                                 | -                | Éliminé en poule              |
| 2012 - 2013 | USA Perpignan         | Top 14     | Manager    | 7e                                                 | -                | Éliminé en demi-finale        |
| 2013 - 2014 | USA Perpignan         | Top 14     | Manager    | 13e                                                | Éliminé en poule | -                             |
| 2015 - 2016 | Provence rugby        | Pro D2     | Manager    | 16e                                                | -                | -                             |
| 2016 - 2017 | Provence rugby        | Fédérale 1 | Manager    | 5e, éliminé en demi-finale d'accession à la Pro D2 | -                | -                             |

### Palmarès
- Champion d'Italie : 2008 (Rugby Calvisano)
- Promu en Top 14 : 2011 vainqueur de la finale d'accession (Union Bordeaux Bègles)
- Relégation en Pro D2 : 2014 (USA Perpignan)
- Relégation en Fédérale 1 : 2016 (Provence rugby)

### Distinctions personnelles
- Nuit du rugby 2011 :  Meilleur staff d'entraîneur de Pro D2 (avec Vincent Etcheto et Laurent Armand) pour la saison 2010-2011